# Antarcturus kamtschaticus
Antarcturus kamtschaticus là một loài chân đều trong họ Antarcturidae. Loài này được Kussakin miêu tả khoa học năm 1971.